# Copa del Generalísimo de fútbol 1959-60
La Copa del Generalísimo de fútbol 1959-60 fue la edición número 56 de dicha competición española. Contó con la participación de 48 equipos.

## Fase final

### Primera Ronda
La primera ronda tuvo lugar entre los días 22 de noviembre, los partidos de ida; y 13 de marzo de 1960, los de vuelta.
| Local ida                  | Resultado global                 | Local vuelta                 | Ida   | Vuelta |
| -------------------------- | -------------------------------- | ---------------------------- | ----- | ------ |
| Deportivo Alavés           | 5 - 5 (0 - 1, desempate)         | Club Atlético de Ceuta       | 5 - 2 | 0 - 3  |
| Club Atlético de Almería   | 2 - 4                            | R. C. Deportivo de La Coruña | 2 - 1 | 0 - 3  |
| Real Avilés C. F.          | 1 - 4                            | A. D. Plus Ultra             | 0 - 1 | 1 - 3  |
| Baracaldo C. F.            | 3 - 0                            | CD Mestalla                  | 2 - 0 | 1 - 0  |
| C.D. Basconia              | 0 - 3                            | Real Murcia C.F.             | 0 - 0 | 0 - 3  |
| Cádiz C. F.                | 3 - 5                            | C. D. Sabadell               | 3 - 0 | 0 - 5  |
| R.C. Celta de Vigo         | 1 - 4                            | Córdoba C.F.                 | 0 - 1 | 1 - 3  |
| C.F. Extremadura           | 3 - 3 (0 - 2, desempate)         | Cultural y Deportiva Leonesa | 1 - 2 | 1 - 2  |
| Club Ferrol                | 4 - 1                            | C.D. Tenerife                | 3 - 0 | 1 - 1  |
| R. C. Recreativo de Huelva | 2 - 2 (2 - 1, desempate)         | Sestao S.C.                  | 1 - 1 | 1 - 1  |
| S. D. Indautxu             | 6 - 3                            | Real Jaén C. F.              | 6 - 0 | 0 - 3  |
| Levante U.D.               | 1 - 10                           | Real Sporting de Gijón       | 0 - 1 | 1 - 9  |
| R.C.D. Mallorca            | 4 - 1                            | C.D. Condal                  | 3 - 0 | 1 - 1  |
| Real Santander S. D.       | 1 - 1 (1 - 1, 1 - 2, desempates) | C. D. San Fernando           | 1 - 1 | 0 - 0  |
| Tarrasa C. F.              | 4 - 2                            | C.D. Badajoz                 | 4 - 0 | 2 - 0  |
| A.D. Rayo Vallecano        | 5 - 8                            | C. D. Orense                 | 2 - 3 | 3 - 5  |

### Dieciseisavos de final
La ronda de los dieciseisavos de final tuvo lugar entre los días 24 de abril, los partidos de ida; y 1 de mayo de 1960, los de vuelta.
| Local ida                    | Resultado global         | Local vuelta                 | Ida   | Vuelta |
| ---------------------------- | ------------------------ | ---------------------------- | ----- | ------ |
| Club Atlético de Ceuta       | 1 - 3                    | Real Oviedo                  | 0 - 0 | 1 - 3  |
| C. F. Barcelona              | 10 - 2                   | Club Ferrol                  | 7 - 1 | 3 - 1  |
| Córdoba C. F.                | 7 - 3                    | Real Zaragoza                | 6 - 1 | 1 - 2  |
| R. C. Deportivo de La Coruña | 3 - 7                    | Atlético de Bilbao           | 3 - 2 | 0 - 5  |
| Elche C. F.                  | 4 - 3                    | C. D. San Fernando           | 4 - 2 | 0 - 1  |
| U. D. Las Palmas             | 0 - 2                    | Cultural y Deportiva Leonesa | 0 - 0 | 0 - 2  |
| C. D. Orense                 | 3 - 2                    | R. C. D. Español             | 2 - 0 | 1 - 2  |
| A. D. Plus Ultra             | 2 - 4                    | Real Betis Balompié          | 1 - 2 | 1 - 2  |
| Real Madrid C. F.            | 4 - 1                    | Baracaldo C. F.              | 3 - 0 | 1 - 1  |
| Real Sociedad de Fútbol      | 7 - 2                    | S. D. Indauchu               | 4 - 0 | 3 - 2  |
| R. C. Recreativo de Huelva   | 2 - 2 (2 - 1, desempate) | Granada C. F.                | 1 - 0 | 1 - 2  |
| C. D. Sabadell               | 0 - 5                    | Club Atlético de Madrid      | 0 - 1 | 0 - 4  |
| Sevilla C. F.                | 1 - 3                    | Real Gijón                   | 1 - 0 | 0 - 3  |
| Tarrasa C. F.                | 3 - 2                    | C. A. Osasuna                | 3 - 1 | 0 - 1  |
| Valencia C. F.               | 2 - 1                    | Real Murcia C. F.            | 2 - 0 | 0 - 1  |
| Real Valladolid Deportivo    | 1 - 3                    | R. C. D. Mallorca            | 0 - 2 | 1 - 1  |

### Octavos de final
La ronda de los octavos de final tuvo lugar los días 8 de mayo, los partidos de ida; y 22 de mayo de 1960, los de vuelta.
| Local ida         | Resultado global         | Local vuelta                 | Ida   | Vuelta |
| ----------------- | ------------------------ | ---------------------------- | ----- | ------ |
| C. F. Barcelona   | 6 - 3                    | Tarrasa C. F.                | 4 - 2 | 2 - 1  |
| Córdoba C. F.     | 3 - 8                    | Club Atlético de Madrid      | 1 - 3 | 2 - 5  |
| Elche C. F.       | 6 - 6 (6 - 4, desempate) | Real Betis Balompié          | 4 - 4 | 2 - 2  |
| Real Gijón        | 3 - 2                    | R. C. Recreativo de Huelva   | 2 - 0 | 1 - 2  |
| R. C. D. Mallorca | 3 - 1                    | Real Sociedad de Fútbol      | 0 - 0 | 3 - 1  |
| C. D. Orense      | 4 - 4 (1 - 2, desempate) | Atlético de Bilbao           | 3 - 1 | 1 - 3  |
| Real Madrid C. F. | 9 - 0                    | Cultural y Deportiva Leonesa | 5 - 0 | 4 - 0  |
| Valencia C. F.    | 4 - 1                    | Real Oviedo                  | 3 - 1 | 1 - 0  |

### Cuartos de final
La ronda de cuartos de final tuvo lugar entre los días 5 de junio, los partidos de ida; y 12 de junio de 1960, los de vuelta.
| Local ida         | Resultado global | Local vuelta            | Ida   | Vuelta |
| ----------------- | ---------------- | ----------------------- | ----- | ------ |
| C. F. Barcelona   | 3 - 4            | Atlético de Bilbao      | 3 - 1 | 0 - 3  |
| Elche C. F.       | 2 - 0            | R. C. D. Mallorca       | 1 - 0 | 1 - 0  |
| Real Madrid C. F. | 13 - 1           | Real Gijón              | 8 - 0 | 5 - 1  |
| Valencia C. F.    | 1 - 5            | Club Atlético de Madrid | 0 - 1 | 1 - 4  |

### Semifinales
La ronda de semifinales tuvo lugar entre el 16 de junio, los partidos de ida; y el 19 de junio de 1960, los de vuelta.
| Local ida               | Resultado global | Local vuelta      | Ida   | Vuelta |
| ----------------------- | ---------------- | ----------------- | ----- | ------ |
| Atlético de Bilbao      | 4 - 8            | Real Madrid C. F. | 3 - 0 | 1 - 8  |
| Club Atlético de Madrid | 9 - 2            | Elche C. F.       | 8 - 0 | 1 - 2  |

### Final
La final de la Copa del Generalísimo 1959-60 tuvo lugar el 26 de junio de 1960 en el estadio Santiago Bernabéu de Madrid.
| Domingo 26 de junio de 1960, 19:00 | Club Atlético de Madrid            | 3 - 1 | Real Madrid C. F. | Estadio Santiago Bernabéu, Madrid                          |                                                            |
|                                    | Collar 51' · Jones 76' · Peiró 86' |       | Puskás 20'        | Asistencia: 100 000 espectadores Árbitro(s): Félix Birigay | Asistencia: 100 000 espectadores Árbitro(s): Félix Birigay |

|                                 |
| Campeón CLUB ATLÉTICO DE MADRID |
| 1.° título                      |